# Riksväg 24
Der Riksväg 24 ist eine schwedische Fernverkehrsstraße. Die Straße verläuft auf einer Länge von 76 km durch Schonen und das südliche Halland.

## Verlauf
Die Straße zweigt westlich von Hässleholm vom Riksväg 21 ab und verläuft in nordwestlicher Richtung über Örkelljunga (dort Kreuzung mit dem Europaväg 4) und Våxtorp, wo der Länsväg 115 abzweigt, und Laholm nach Mellbystrand. Dort endet sie bei ihrem Zusammentreffen mit dem autobahnmäßig ausgebauten Europaväg 6.

## Geschichte
Die Straße trägt die Bezeichnung Riksväg 24 seit 1962.